# Karasova Lhota
Karasova Lhota (Duits: Karaslhota) is een Tsjechische plaats in de gemeente Heřmaničky in de regio Midden-Bohemen en maakt deel uit van het district Benešov. Het dorp ligt op ongeveer 1,5 kilometer afstand van Heřmaničky.
Karasova Lhota telt 18 inwoners (2021).

## Geschiedenis
De eerste schriftelijke vermelding van het dorp dateert van 1383. Tot en met het midden van de 19e eeuw stond Karasova Lhota, net als de rest van de op dat moment toekomstige, huidige gemeente, onder bestuur van Smilkov.
In 1960 werd Karasova Lhota ingedeeld bij het district Benešov.

## Verkeer en vervoer

### Autowegen
Er leidt een regionale weg naar het dorp.

### Spoorlijnen
Er is geen station in Karasova Lhota; het dichtstbijzijnde station is in Heřmaničky, ten westen van het dorp.

### Buslijnen
De volgende buslijnen halteren in de buurt van het dorp:
| Halte                              | Lijn(en) | Traject(en)       | Vervoerder   |
| ---------------------------------- | -------- | ----------------- | ------------ |
| Heřmaničky, Rozchod Arnoštovice    | 451      | Votice - Borotín  | CŠAD Benešov |
| Heřmaničky, Rozchod Karasova Lhota | 556      | Votice - Sedlčany | CŠAD Benešov |

## Bezienswaardigheden
- Kleine dorpskapel

## Galerij

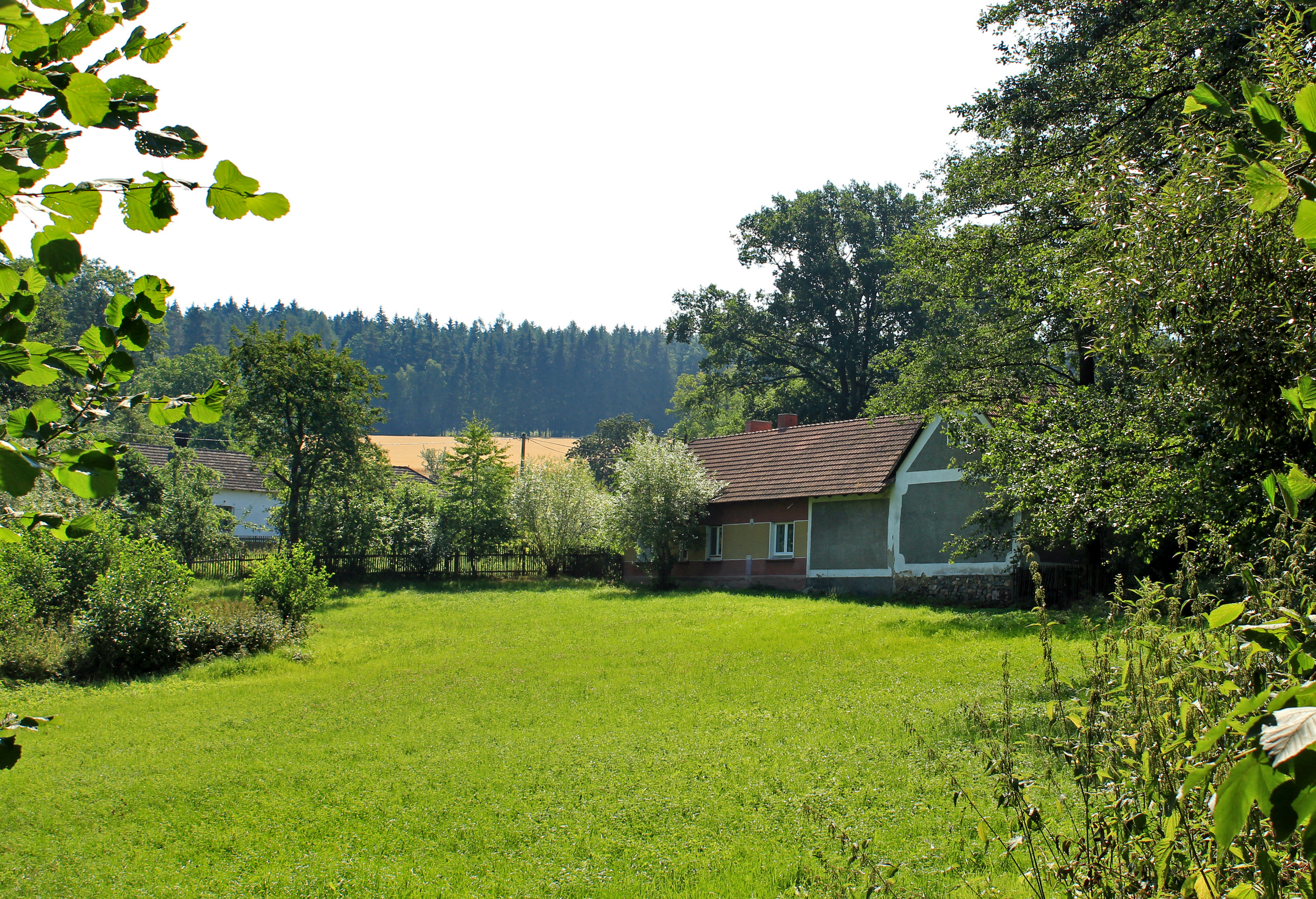
Huis in het dorp (2015)
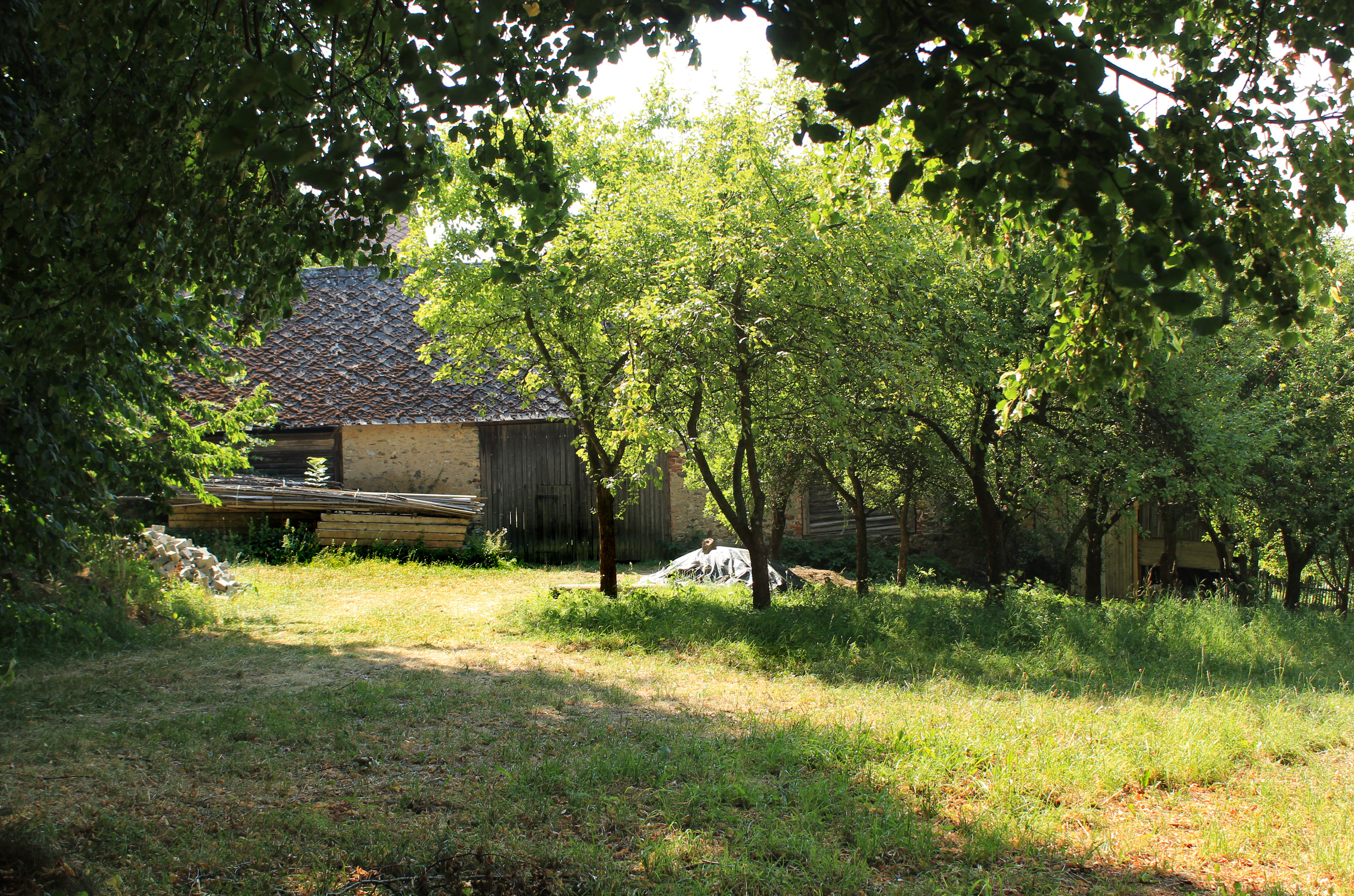
Huis in het dorp (2015)
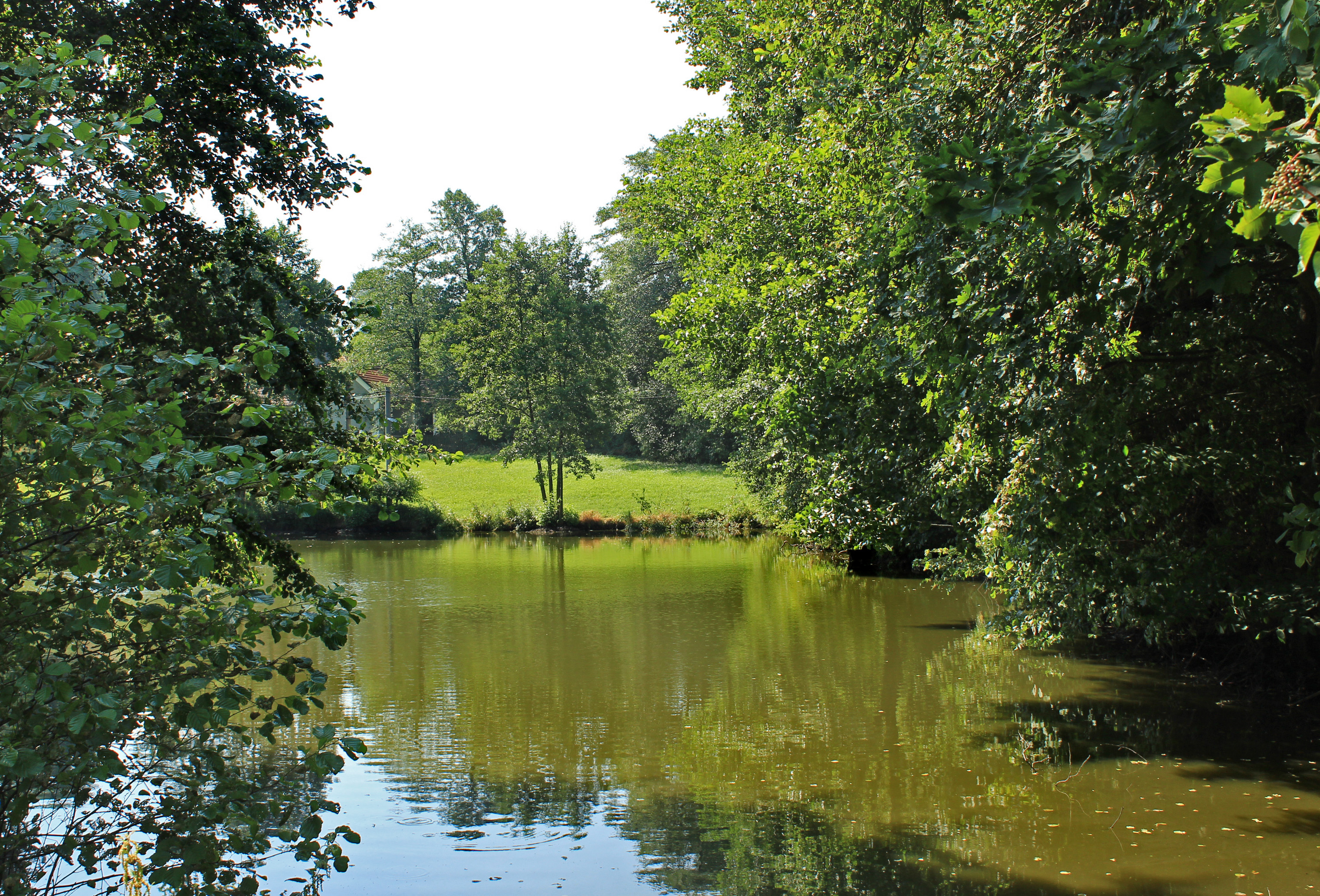
Dorpsvijver (2015)
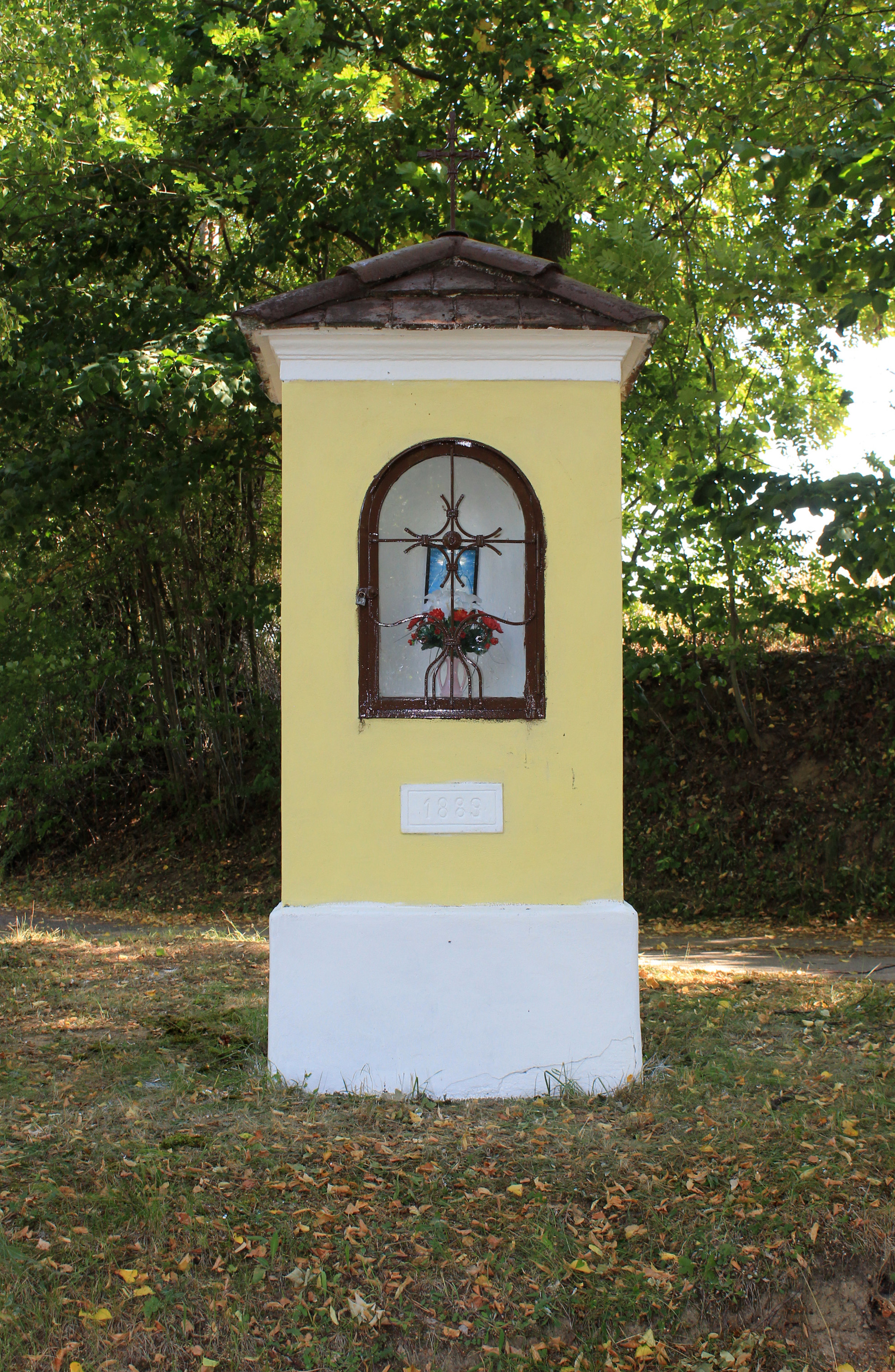
Dorpskapel (2015)
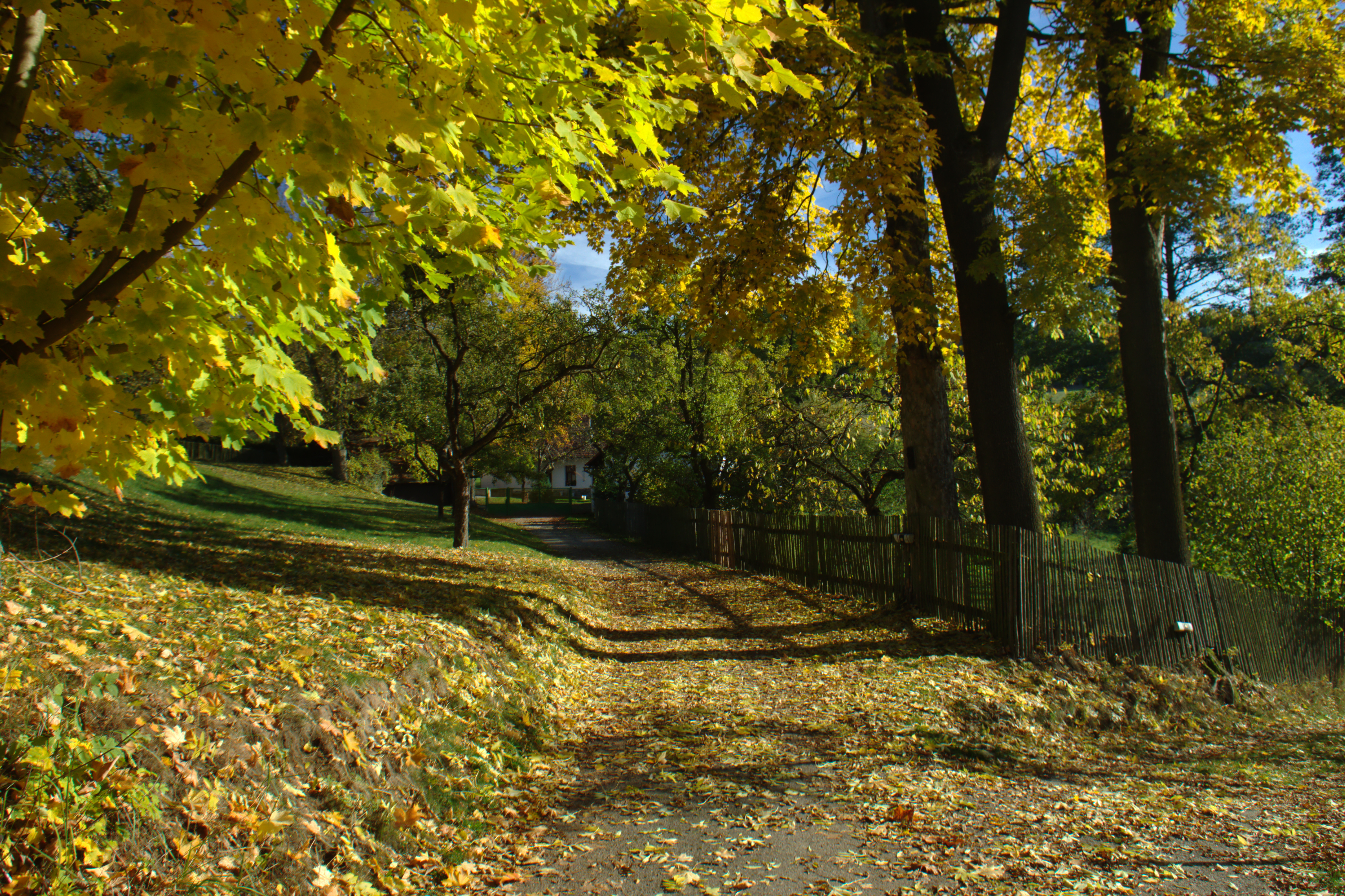
Bospad (2015)